# Фелікс Турський
Фе́лікс Павел Ту́рський (14 січня 1729, Чарноцін — 31 березня 1800, Краків) — Луцький єпископ РКЦ у 1771—1790 рр.

## Життєпис
Народився 14 січня 1729 р. в Чарноціні Гнєзненської архідієцезії.
Навчався у Римі, де отримав докторат обох прав (1754 р.), там же прийняв священицький сан 17 лютого 1754 р.
Гнєзненський та варшавський канонік, каліський препозит, парох Яворова, варшавський офіціал. 22 квітня 1765 р. преконізований холмським ординарієм, а наступного року став препозитом митрополичного капітулу в Гнєзно.
У 1767 р. адміністрував Гнєзненською архидієцезією.
4 березня 1771 р. перенесений на Луцьке єпископство. У нього було аж п'ять суфраганів. 29 листопада 1790 р. був перенесений на Краківське єпископство, правити яким почав у січні 1791 р.
Помер 31 березня 1800 р. в Кракові та похований у місцевому кафедральному соборі.